# Куп домаћих нација 1900.
Куп домаћих нација 1900. (службени назив: 1900 Home Nations Championship) је било 18. издање овог најелитнијег репрезентативног рагби такмичења Старог континента.
Куп су освојили Велшани.

## Такмичење
Енглеска - Велс 3-13
Велс - Шкотска 12-3
Енглеска - Ирска 15-4
Ирска - Шкотска 0-0
Шкотска - Енглеска 0-0
Ирска - Велс 0-3

## Табела
|   | Селекција                     | ИГ | Д | Н | И | ПД | ПП | ПР  | Б |  |
| - | ----------------------------- | -- | - | - | - | -- | -- | --- | - |  |
| 1 | Рагби репрезентација Велса    | 3  | 3 | 0 | 0 | 28 | 6  | +22 | 6 |  |
| 2 | Рагби репрезентација Енглеске | 3  | 1 | 1 | 1 | 18 | 17 | +1  | 3 |  |
| 3 | Рагби репрезентација Шкотске  | 3  | 0 | 2 | 1 | 3  | 12 | -9  | 2 |  |
| 4 | Рагби репрезентација Ирске    | 3  | 0 | 1 | 2 | 4  | 18 | -14 | 1 |  |

| Победник Купа домаћих нација 1900.     |
| -------------------------------------- |
| Велс 2. титула првака Европе у рагбију |